# Дельгадо, Хуан
Хуан Дельгадо (исп. Juan Delgado; 26 февраля 1891 — 1961) — уругвайский футболист, выступавший на позиции полузащитника. Чемпион Южной Америки 1917.

## Биография
Был в сборной Уругвая во время чемпионата Южной Америки 1916 года — первого в истории официального первенства Южной Америки под эгидой КОНМЕБОЛ. Уругвай выиграл турнир, а Дельгадо сыграл во всех трех матчах — с Чили, Бразилией и Аргентиной. После победы 4:0 над Чили один из чилийских журналистов объявил, что Уругвай выиграл с помощью двух «африканцев» — Дельгадо и Исабелино. Руководство чилийской команды отказалось признать результат матча, но после объяснения ситуации извинилось перед игроками.
В 1916 году Дельгадо в течение короткого времени выступал в аргентинской «Боке Хуниорс».
Будучи представителем футбольного клуба «Пеньяроль», Хуан принял участие в чемпионате Южной Америке 1919, на котором Уругвай занял второе место. Дельгадо сыграл только в одной встрече — с Аргентиной.
Дельгадо провёл за сборную Уругвая 15 матчей.
Дельгадо был трудолюбивым игроком, известный прежде всего своим приёмом мяча. Он также поддерживал командный дух благодаря своему весёлому характеру и чувству юмора.
После завершения карьеры работал в «Пеньяроле» массажистом и помощником терапевта.

## Титулы
- Чемпион Уругвая (2): 1918, 1921
- Чемпион Южной Америки (1): 1916